# آبشار ویرجینیا
آبشار ویرجینیا (به انگلیسی: Virginia Falls) آبشاری است به پهنای ۸۵۰ متر که در کشور کانادا واقع شده‌است و بلندترین ریزشگاه آن ۹۶ متر ارتفاع دارد.
حوضهٔ آبریز این آبشار، رودخانه ناهانی جنوبی است که میانگین سرعت جریان سالیانهٔ آن، ۹۹۱ مترمکعب بر ثانیه است.

## نگارخانه

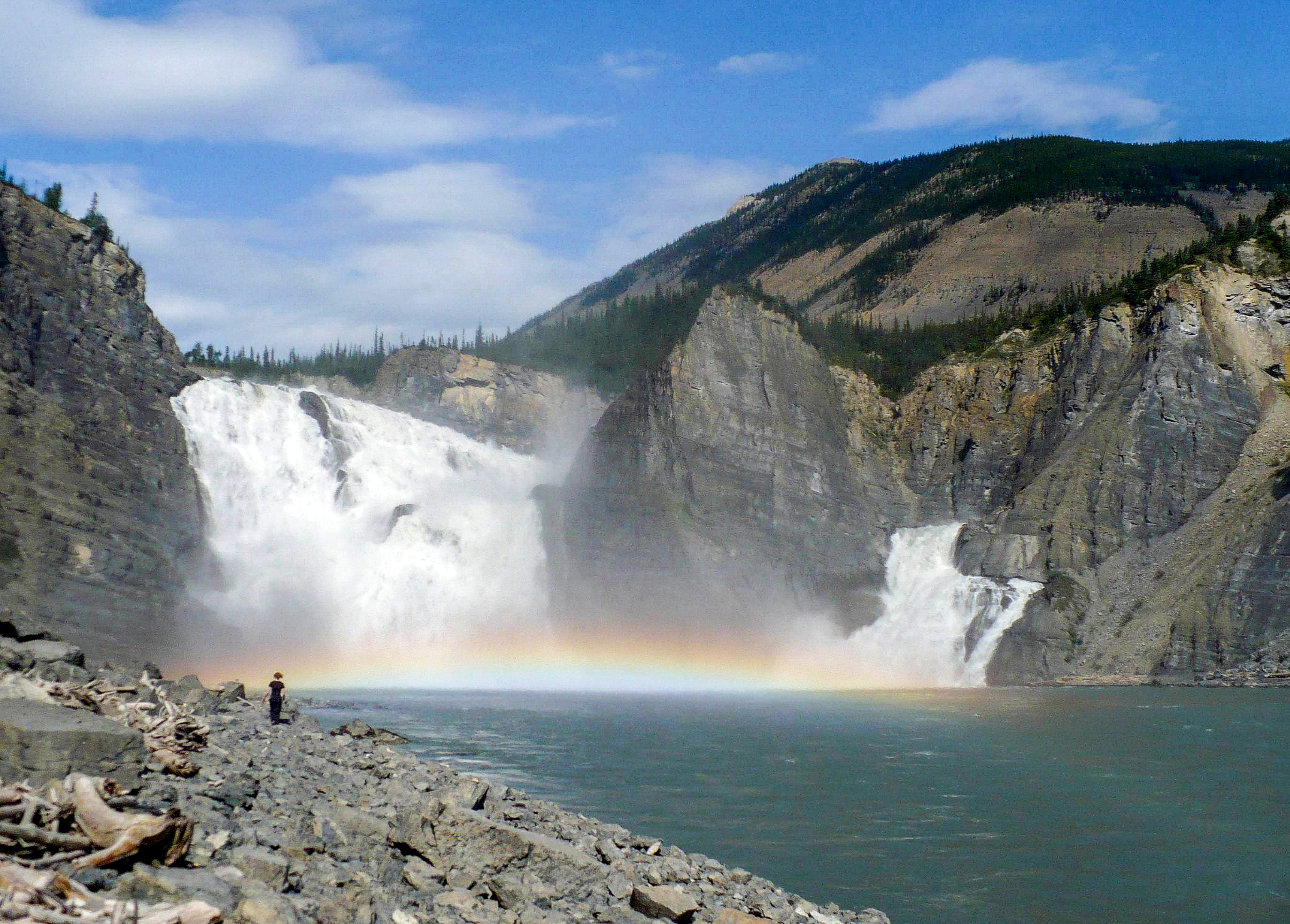
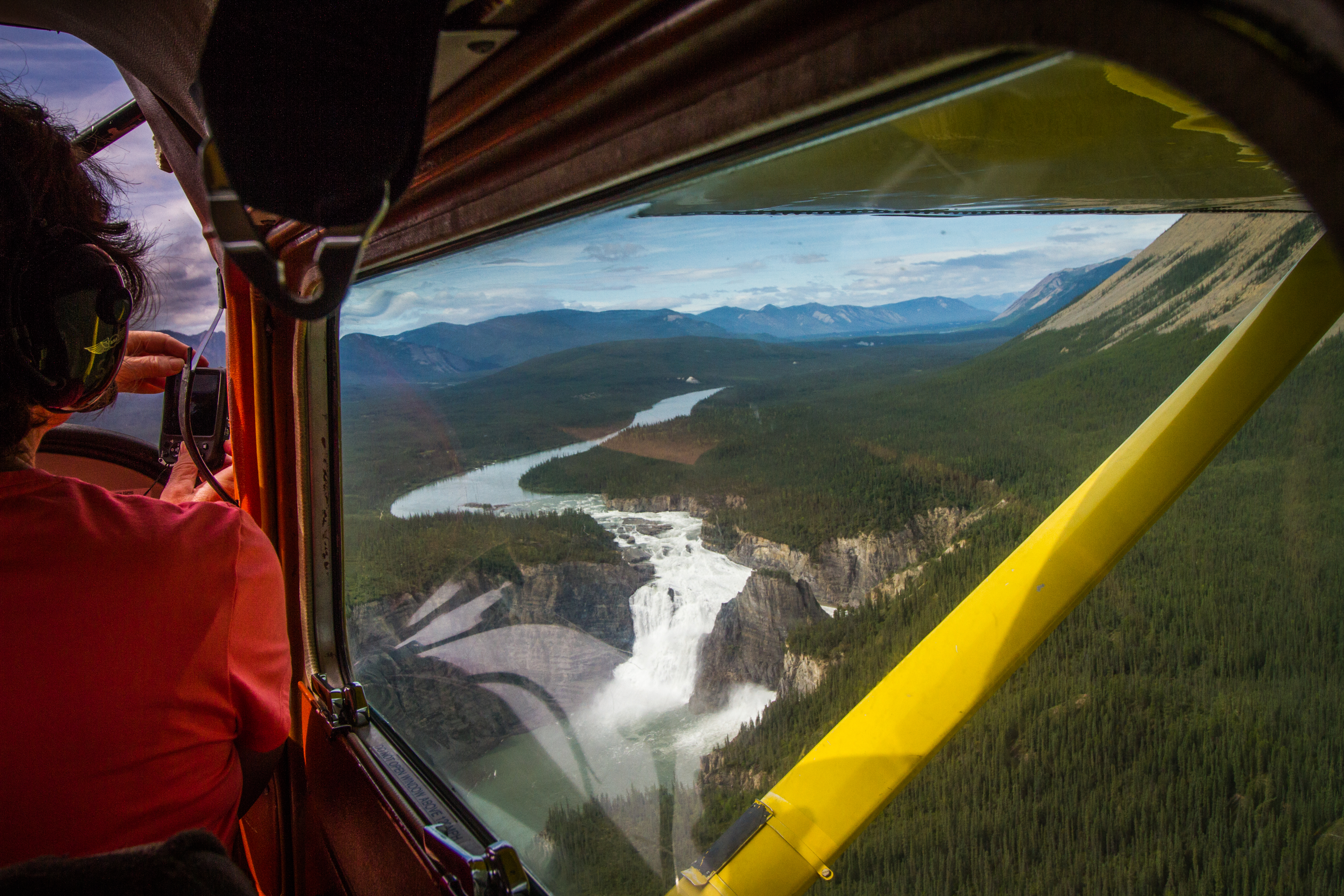
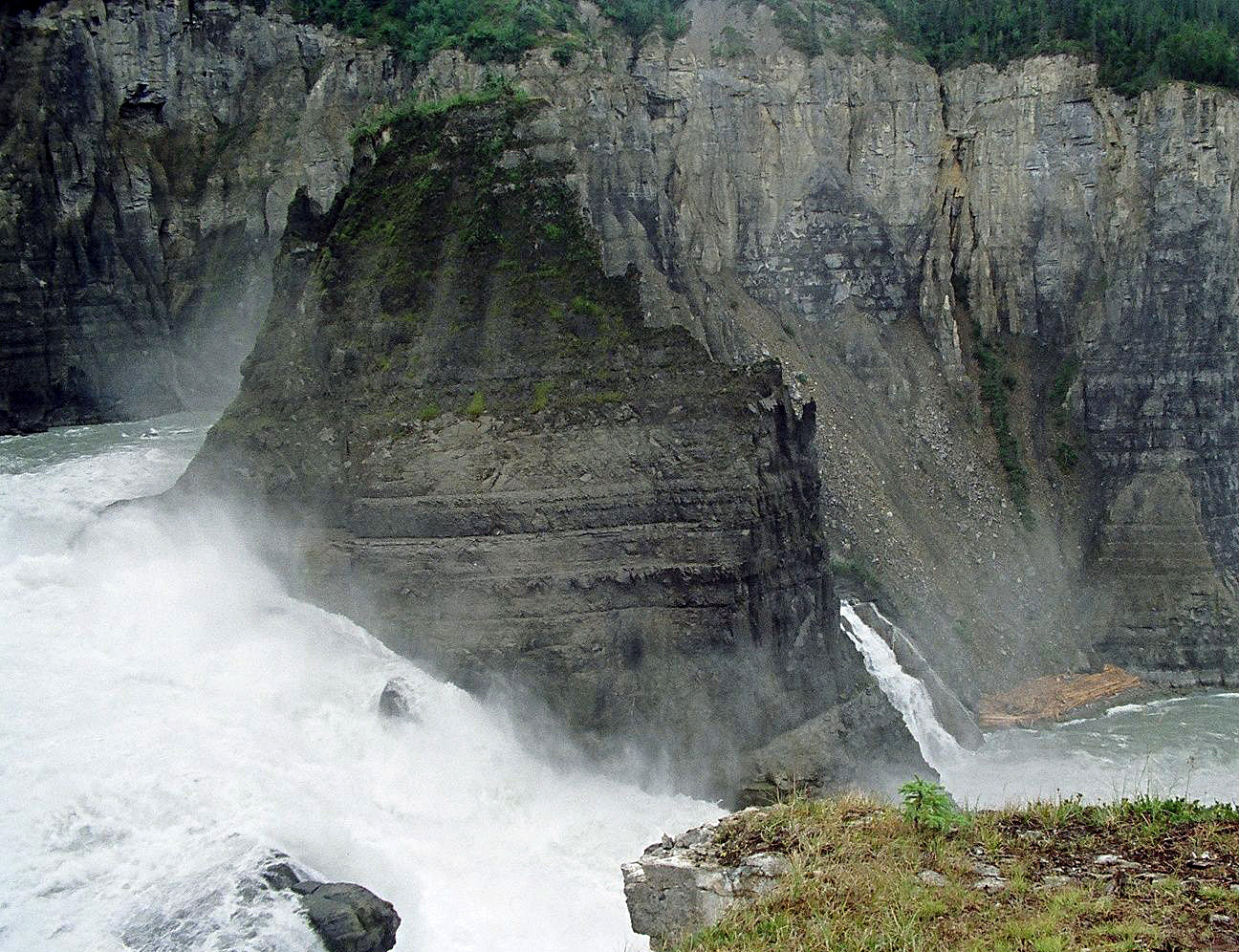